# Esther Smith
Esther Smith (Stourbridge, 28 novembre 1986) è un'attrice britannica, attiva in campo televisivo e teatrale.

## Biografia
Ester Smith è nata a Stourbridge, figlia di due insegnanti. Ha una sorella di nome Rachel. Cominciò a danzare all'età di tre anni e iniziò a formarsi al King Edward VI College, prima di studiare recitazione alla Guildford School of Acting. Nel 2010, poco dopo la laurea, fece il suo debutto televisivo nella serie TV Material Girl e da allora ha recitato in numerose serie televisive, tra cui Skins, Holby City e Black Mirror.
Molto attiva anche in campo teatrale, Esther Smith ha fatto il suo debutto sulle scene nel 2009 nel dramma di Martin Crimp The Author al Royal Court Theatre ed è nota soprattutto per aver interpretato Delphi Diggory in occasione della prima londinese di Harry Potter e la maledizione dell'erede durante la stagione 2016/2017.

## Filmografia parziale

### Televisione
- Material Girl - serie TV, 6 episodi (2010)
- Skins - serie TV, 2 episodi (2013)
- Holby City - serie TV, 1 episodio (2013)
- Cuckoo - serie TV, 27 episodi (2014-2019)
- Black Mirror - serie TV, 1 episodio (2014)
- Trying - serie TV, 32 episodi (2020-2024)

## Teatrografia parziale
- The Author di Martin Crimp. Royal Court Theatre di Londra (2009), tour britannico (2010)
- Romeo e Giulietta di William Shakespeare. Mosaica@Chocolate Factory di Londra (2010)
- NSFW di Lucy Kirkwood. Royal Court Theatre di Londra (2012)
- Harry Potter e la maledizione dell'erede di Jack Thorne. Palace Theatre di Londra (2016)
- Fairview di Jackie Sibblies Drury. Young Vic di Londra (2019)